# Opozycja fonologiczna
Opozycja fonologiczna – relacja wiążąca dwie głoski takie, że istnieje co najmniej jeden kontekst, w którym ich wzajemna substytucja powoduje zmianę znaczenia segmentu językowego (wyrazu). Jest ona relacją symetryczną. Przykładowo, głoski [m] oraz [s] znajdują się w relacji opozycji fonologicznej, gdyż zamieniając m w wyrazie mama na s, otrzymujemy sama, które ma własne, niezależne znaczenie.

## Rodzaje opozycji fonologicznej
Relacje opozycji fonologicznej można podzielić parami na:
- Opozycję jednowymiarową (gdy głoski różnią się od siebie tylko jednym wymiarem artykulacyjnym – np. p i b różnią się jedynie dźwięcznością)
- Opozycję wielowymiarową (gdy różnią się większą liczbą wymiarów)
- Opozycję stałą (kiedy głoski pozostają ze sobą w relacji opozycji fonologicznej w każdym kontekście)
- Opozycję zneutralizowaną (gdy istnieje co najmniej jeden kontekst, w którym głoski nie znajdują się w opozycji - przykładem tutaj są pary oparte na dźwięczności: b przestaje być w opozycji do p w wyrazie chleb, gdy ten znajduje się w wygłosie absolutnym)